# Пакуаська сільська адміністрація
Пакуа́ська сільська́ адміністра́ція (абх. Ҧақәашь ақыҭа ахадара) — сільська адміністрація в складі Очамчирського району Абхазії. Адміністративний центр адміністрації — село Пакуаш.
Сільська адміністрація в часи СРСР існувала як Поквеська сільська рада. 1994 року, після адміністративної реформи в Абхазії, сільська рада була перетворена на сільську адміністрацію та перейменована.
В адміністративному відношенні сільська адміністрація утворена з 5 сіл:
- Акуараш (Аквараш)
- Кацихабла
- Пакуаш (Поквеш)
- Урта
- Чачхаліа (Сачачхаліа)

| Грузія | Це незавершена стаття з географії Грузії. Ви можете допомогти проєкту, виправивши або дописавши її. |